# Astrid an Huef

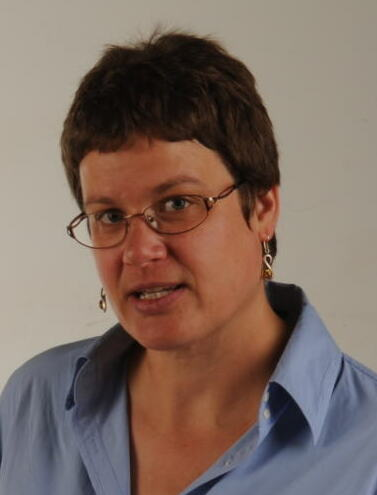
an Huef 2010

Astrid an Huef (* 20. Jahrhundert in Karlsruhe, Deutschland) ist eine deutsch-neuseeländische Mathematikerin und Hochschullehrerin. Sie war von 2016 bis 2017 Präsidentin der New Zealand Mathematical Society. Sie untersucht Operatoralgebren im Zusammenhang mit dynamischen Systemen, kombinatorischen Strukturen wie gerichteten Graphen sowie Gruppen und Gruppoiden.

## Leben und Werk
An Huef zog im Alter von 13 Jahren mit ihrer Familie nach Neuseeland und verbrachte zwei Jahre als Schülerin an der Wellington High School. Im Januar 1985 zog sie mit ihrer Familie nach Australien, wo sie in Toronto im Staat New South Wales die High School abschloss. Danach studierte sie Informatik an der University of Newcastle, wo sie dann im dritten Jahr zu einem kombinierten Abschluss mit Mathematik wechselte. Ihre Diplomarbeit enthielt mehrere Innovationen und sie erhielt die Astrida-Universitätsmedaille. 1994 zog sie nach Hanover (New Hampshire) und promovierte 1999 bei Dana Peter Williams am Dartmouth College mit der Dissertation Transformation-Group C*-Algebras With Bounded Trace.
Aufgrund ihrer Lehrerfahrung am Dartmouth College erhielt sie sofort eine Stelle als Assistenzprofessorin an der University of Denver und arbeitete dann acht Jahre lang an der University of New South Wales in Sydney. Im Dezember 2009 übernahm sie den Lehrstuhl für Reine Mathematik an der University of Otago.
An Huef untersucht dynamische Systeme, mathematische Objekte, die die Art und Weise modellieren sollen, wie sich Dinge verändern. Diese Objekte können auf verschiedene Arten untersucht werden und an Huef nutzt die Techniken der unendlichdimensionalen Algebra und Analysis. Der Großteil ihrer Forschung auf diesem Gebiet konzentrierte sich auf reversible Systeme, bei denen man in der Zeit vor- und zurückgehen kann und die mathematisch sehr gut nachvollziehbar sind. In letzter Zeit interessiert sie sich auch für irreversible Systeme, die aus ganz anderen Situationen stammen und daher unterschiedliche Anwendungen zu haben scheinen. Einige dieser irreversiblen Systeme verfügen beispielsweise über Funktionssätze, die in der Signalverarbeitung verwendet werden, und andere Systeme haben ihren Ursprung in der Zahlentheorie oder Graphentheorie. In allen Fällen verwendet eine Huef das dynamische System, um unendlichdimensionale Algebren zu erstellen, und untersucht dann die Symmetrien des Systems, indem sie die in den Algebren auftretenden Symmetrien untersucht. Diese Technik geht auf die Untersuchung der Algebren physikalischer Observablen in quantenmechanischen Systemen in den 1930er Jahren zurück.
An Huef koordiniert die Community Women in Mathematics der New Zealand Mathematical Society.

### Auszeichnungen (Auswahl)
- 2019: Fellow der Royal Society of New Zealand[3]

## Veröffentlichungen (Auswahl)
- mit Iain Raeburn: The ideal structure of Cuntz–Krieger algebras. Ergodic Theory and Dynamical Systems, Volume 17, Issue 3,  1997, S. 611 – 624. DOI:10.1017/S0143385797079200